# تاکایوکی گودای
تاکایوکی گودای (انگلیسی: Takayuki Godai؛ زادهٔ ۱ ژوئیهٔ ۱۹۵۶) بازیگر، و صداپیشه اهل ژاپن است.